# Zonitomorpha pouilloni
Zonitomorpha pouilloni es una especie de coleóptero de la familia Meloidae.

## Distribución geográfica
Habita en Benín.